# Zucchero di cocomero
Zucchero di cocomero (In Watermelon Sugar) è un romanzo di Richard Brautigan scritto nel 1964 e pubblicato nel 1968.

## Trama
In una comunità di tipo hippy o di sopravvissuti, le cose sono fatte quasi tutte di zucchero di cocomero, anche se qualcuno usa legno di pino e pietre per costruire e l'energia è prodotta da olio di trota. Il paesaggio cambia costantemente per via dei colori che si riflettono sullo zucchero. Margaret, che una volta era in coppia con il narratore, raccoglie cose dimenticate e frequenta un gruppo di sbandati che vogliono produrre alcolici, tra i quali in particolare un altro uomo che vive isolato da quando è stato allontanato dal gruppo per le violenze contro i Tigers (un'altra comunità la cui descrizione oscilla tra umana e animale). Il narratore immagina che quest'uomo minacci Margaret e pianifichi qualche attacco contro il resto della propria gente.

## Edizioni
- Richard Brautigan, Zucchero di cocomero, traduzione di Andrea Pellizzari, Milano, Serra e Riva, 1990,  p. 140, ISBN 88-7798-045-1.